# Bourglinster
Bourglinster (luxemburgiska: Buerglënster lyssna (fil); tyska: Burglinster) är en ort i kommunen Junglinster i Luxemburg. Orten hade 740 invånare (2018). Altlinster ligger cirka 12 km nordost om staden Luxemburg. I orten finns borgen Bourglinster som är från 1000-talet.